# 懐しきlove-song
「懐しきlove-song」（なつかしきラブソング）は、1985年5月22日に発売された坂本九のシングルレコードである。

## 概要
- 東芝EMI（現在のユニバーサル ミュージック）からファンハウス（現在のソニー・ミュージックレーベルズ アリオラジャパンレーベル）へ移籍後第1弾の作品として発売されたが、坂本九が日本航空123便墜落事故で死去したことにともない同社から発売された唯一の作品で、なおかつ生前発売した最後のシングルとなった。これ以降のアルバムなどは古巣のEMIから発売されているが、マスターテープはBMG JAPAN（2009年にソニー・ミュージックダイレクトが承継）が保有しており、EMIミュージック・ジャパン（現在のユニバーサル ミュージック）発売のアルバムに収録される場合は同社から借り受ける形となる。
- 1985年6月8日、「懐しきlove-song」は第6回NHK「古賀政男記念音楽大賞」を受賞した。なお、この曲は事故当日の8月12日に当時のNHK505スタジオで収録され、坂本の生前最後の仕事となったNHK-FM放送での公開録音で最後に披露された曲である。従って、この曲は（オンエアされなかった「明日があるさ」を除き）彼にとって生前最後の歌声となった。この番組は同年9月1日に「秋一番 坂本九」として放送された。
- 坂本の没後、B面曲「心の瞳」は合唱曲として編曲された。坂本の葬儀では長女・大島花子がピアノで「心の瞳」を演奏した[1]。

## 収録曲
1. 懐しきlove-song　
  - 作詞：荒木とよひさ 作曲：三木たかし 編曲：川口真
2. 心の瞳　
  - 作詞：荒木とよひさ 作曲：三木たかし 編曲：川口真